# Parigny-la-Rose
Parigny-la-Rose är en kommun i departementet Nièvre i regionen Bourgogne-Franche-Comté i de centrala delarna av Frankrike. Kommunen ligger i kantonen Varzy som tillhör arrondissementet Clamecy. År 2022 hade Parigny-la-Rose 33 invånare.

## Befolkningsutveckling
Antalet invånare i kommunen Parigny-la-Rose
| Referens: INSEE |